# Metasoma

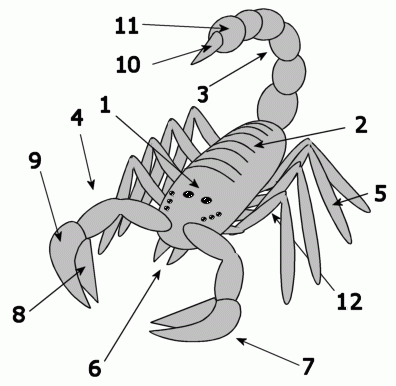
Anatomia d'un escorpí: 1 = prosoma; 2 = mesosoma; 3 =

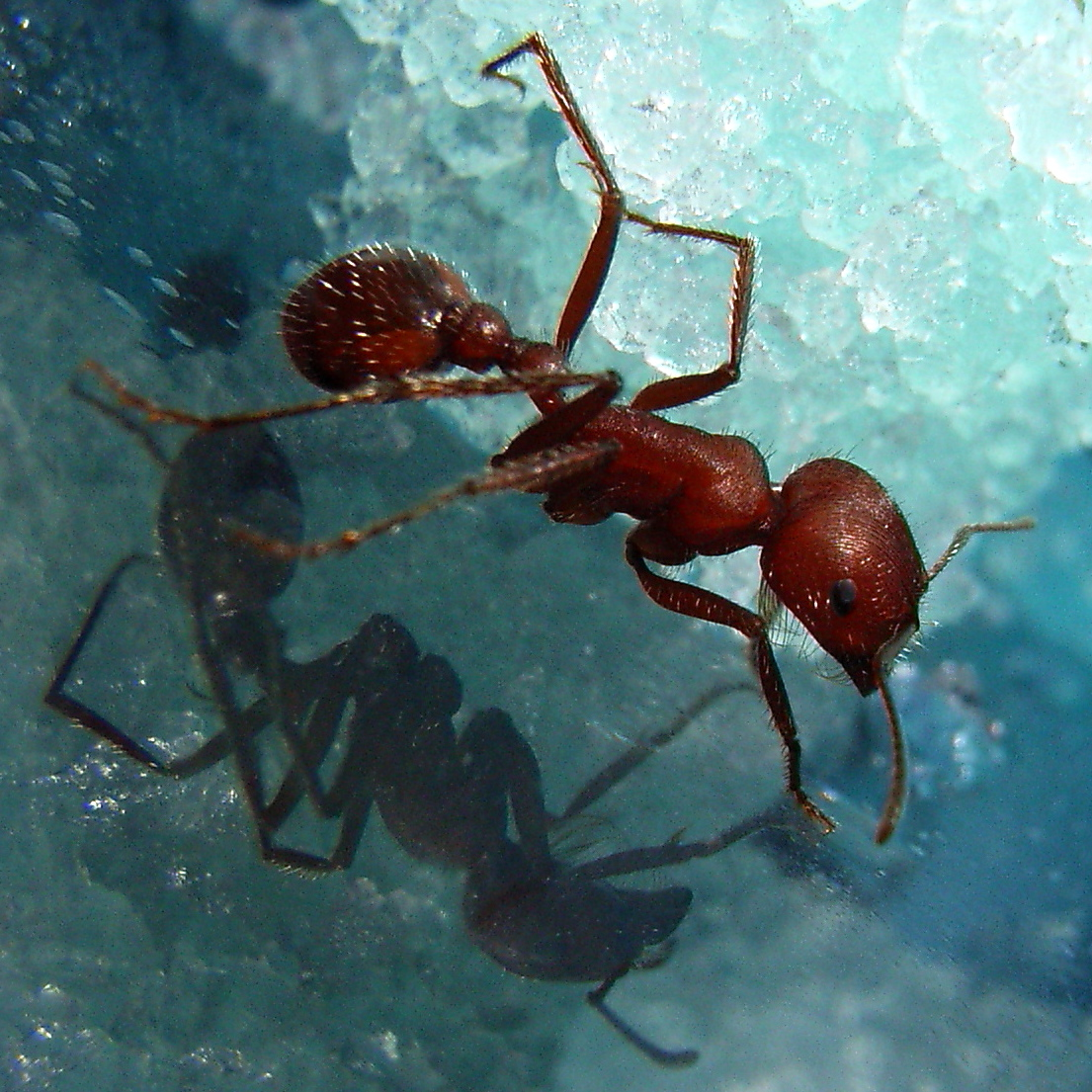
El metasoma en aquesta formiga és la secció posteris.

El metasoma és la part posterior del cos d'un artròpode, el cos dels quals té tres parts; les altres són el prosoma i el mesosoma. En els insectes conté la major part del tracte digestiu, el sistema respiratori, el sistema circulatori i els segments apicals estan modificats per formar els genitals.
La majoria dels insectes adults estan mancats d'apèndixs en el metasoma i moltes larves d'insectes (per exemple les erugues) tenen algunes formes d'apèndixs.
En els escorpins el metasoma és la cua. En altres quelicerats, com les aranyes, el mesosoma està fos amb el metasoma i forma l'opistosoma.